# Charles Polk

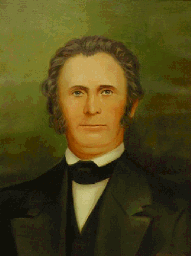
Charles Polk

Charles Polk Jr. (* 14. November 1788 in Bridgeville, Delaware; † 27. Oktober 1857 in Milford, Delaware) war ein US-amerikanischer Politiker und von 1827 bis 1830 sowie zwischen 1836 und 1837 Gouverneur des Bundesstaates Delaware.

## Frühe Jahre und politischer Aufstieg
Charles Polk war ein entfernter Cousin von James K. Polk, Präsident der Vereinigten Staaten von 1845 bis 1849. Sein Vater war ein Veteran des Unabhängigkeitskrieges und ein großer Landbesitzer in Delaware. Charles Polk besuchte die Westtown Boarding School im Chester County in Pennsylvania. Danach studierte er Jura, ohne aber jemals als Anwalt tätig zu werden. Auch er wurde, wie sein Vater, ein reicher Grundbesitzer in Delaware.
Polk war Mitglied der Föderalistischen Partei. Zwischen 1813 und 1824 war er mehrfach mit Unterbrechungen Abgeordneter im Repräsentantenhaus von Delaware. Zeitweise war er Präsident des Hauses. Im Jahr 1824 wurde er in den Staatssenat gewählt. Auch dort war er zeitweise Präsident der Kammer. Im Jahr 1826 wurde er als letzter Kandidat der Föderalistischen Partei gegen seinen späteren Nachfolger David Hazzard zum Gouverneur seines Staates gewählt. Seine Partei löste sich in diesen Jahren ebenso auf wie die einstmals von Thomas Jefferson gegründete Demokratisch-Republikanische Partei. Dafür entstanden die Whig Party, der sich Polk später anschloss, und die von Andrew Jackson gegründete Demokratische Partei.

## Gouverneur von Delaware
Charles Polk trat seine dreijährige Amtszeit am 16. Januar 1827 vor dem Hintergrund der sich wandelnden Parteienlandschaft in den Vereinigten Staaten an. In dieser Zeit wurde eine Reform des Schulwesens angestrebt. Der Staat wurde in neue Schulbezirke eingeteilt, um den Schülern den Schulweg zur nächsten Schule zu verkürzen. Das Projekt, das vor allem den Grundschulen zugutekommen sollte, wurde aber nur teilweise vom Staat finanziert. Für den nicht finanziell abgedeckten Teil des Programms hoffte man auf die Kommunen, von denen sich aber viele weigerten, ihren Beitrag zu leisten. Demzufolge blieb der ganz große Erfolg der Reform aus.
In Polks Amtszeit wurde auch das Bundeszollgesetz von 1828 erlassen, das die Einfuhrzölle festlegte und in einigen Südstaaten für Verbitterung sorgte. Auch der Bau des Chesapeake and Delaware Canal schritt weiter voran. Mit der ausgehobenen Erde frischten die Farmer ihre Felder auf und konnten dadurch ihre Produktion steigern.

## Zwischen den Gouverneurszeiten
Nach dem Ende seiner Amtszeit am 19. Januar 1830 wurde Polk wieder Mitglied des Staatssenats. Im Jahr 1831 war er Präsident einer Versammlung zur Überarbeitung der Staatsverfassung. Das Ergebnis war unter anderem die Verlängerung der Amtszeit des Gouverneurs von drei auf vier Jahre, mit dem Verbot der direkten Wiederwahl. Im Jahr 1836 war er wieder Präsident des Senats. Als Gouverneur Caleb P. Bennett im Mai dieses Jahres im Amt verstarb, musste Polk entsprechend der Staatsverfassung dessen Amtszeit bis zum 17. Januar 1837 beenden.

## Zweite Amtszeit und weiterer Lebenslauf
In dieser Zeit wurde die Einwanderung freier Afroamerikaner nach Delaware verboten. Gouverneur Polk machte sie für die schlechte wirtschaftliche Situation in der Landwirtschaft verantwortlich. Nach Ablauf seiner zweiten Amtszeit war er zwischen 1838 und 1843 nochmals Staatssenator. Von 1843 bis 1848 war er Testamentsvollstrecker im Kent County. Zwischen 1849 und 1853 war er Leiter der US-Zollbehörde im Hafen von Wilmington. Kurz vor seinem Tod wurde er im August 1857 noch Richter am Obersten Gerichtshof von Delaware. Charles Polk starb am 27. Oktober des gleichen Jahres. Mit seiner Frau Mary Purnell (1796–1865) hatte er neun Kinder. Sein Sohn William wurde später Abgeordneter und Präsident des Repräsentantenhauses von Delaware.